# まらしぃ
まらしぃ（1990年〈平成2年〉3月10日 - ） は、日本のピアニスト、作詞家、作曲家。ニコニコ動画やYouTubeなどの動画投稿サイトでの活動でも知られる。YouTubeチャンネル登録者数は2024年12月31日時点で200万人を越えている。
名の由来は「ポケットモンスター」シリーズの「マグマラシ」とのこと。

## 略歴
愛知県名古屋市生まれ。4歳からクラシックピアノを始めて9歳から演奏活動を行っていたが、中学時代についた指導者と衝突したことで中学2年の終わり頃から大学1年頃までピアノから離れる。高校から大学にかけて『ぷよぷよ』にハマると、オンライン対戦で知り合った人物との話題で『東方Project』の楽曲「ネイティブフェイス」を知り、これを演奏しようとしたのがきっかけでピアノを再開。
2008年（平成20年）8月、ニコニコ動画に『【東方】「ねいてぃぶふぇいす」を弾いてみた【ピアノ】』 を初投稿し、アニメやVOCALOID､東方Projectなどゲーム楽曲の「弾いてみた動画」で広く知られるようになり、定期的に演奏動画を投稿し続けている。同時期にニコニコ生放送も始め、ニコ生主としても活動している。
2010年（平成22年）12月、ドワンゴ・ミュージックエンタテイメントからVOCALOID楽曲をカバーした「V.I.P」を発表。その後もdmARTSからアルバムを発表し、2012年10月の「V-box」は11月12日付のオリコンチャート週間総合アルバムランキングで15位、同年度のピアノリーダーアルバム初週チャートで3位となった。その一方、H ZETT Mやニコニコ動画の演奏者とがコラボしたアニメソングのカヴァーアルバム『3D-PIANO ANIME Theater!』（2012年）と『4D-PIANO ANIME Theater!』（2013年）に参加。また、クレモンティーヌの2012年JAPANツアーにサポートピアニストとして参加した。
2013年1月から単独でのピアノライブツアーを開始。8月には自身のオリジナルVOCALOID楽曲をまとめたアルバム『空想メモライズ』を発表。9月にはトヨタ自動車のハイブリッドカー・アクアのコマーシャルで、Perfumeの「チョコレイト・ディスコ」をカヴァー、11月には同じく初音ミクの『千本桜』をカバーしたことで話題を集め、楽曲がweb限定で先行ダウンロードがされた。
2014年（平成26年）5月、Subcul-rise Recordからオリジナルアルバムとアニメソングのカバーアルバムを同時に発表している。同年秋には全国2,000人動員のピアノソロライブツアー（東京、大阪、名古屋、札幌、仙台）を開催した。また、同年10月22日発売の嵐のアルバム『THE DIGITALIAN』に収録されている二宮和也のソロ曲『メリークリスマス』ではピアノを演奏しているが、これはゲーム好きの二宮がYouTubeを通じてまらしぃのことを知り、「ピアノを弾いてもらいたい」と言ったのがきっかけで実現したという。
2015年9月、自身2枚目となるオリジナルアルバム「The PianØ」を発表。また、この年は前年11月に発売されたアルバム「marasy piano world」と合わせ、春と秋で2度の全国ピアノソロコンサートツアーを行っている。
2016年7月、日比谷野外大音楽堂にて本人主催のフェス「まらフェス」が開催された。このイベントではピアノソロは勿論、自身がピアノを務めるピアノトリオロックバンド「logical emotion」のメンバーであるdrmとタブクリア、ゲームサウンドクリエイターのkors k、尺八奏者の小湊昭尚といった縁のあるミュージシャンをゲストに招き、演奏が行われた。9月にはソフトバンクでんきのweb CMに出演し、BGMの作曲及び演奏を担当した。
また、2014年に発表された「Anison Piano」の続編となるアルバム「Anison Piano2」を発表。秋には全国コンサートツアーを開催した。
2017年4月、自身3枚目となるオリジナルアルバム「PiaNoFace」を発表。オリコンウィークリーチャート17位を記録した。前年から起用された3つのCMのうち作曲も手がけた2曲もアルバムに収録されている。同年5月にはビルボードライヴ東京、大阪でのコンサートが行われた。東京公演では高橋洋子がサプライズゲストとして登場し、『ヱヴァンゲリヲン新劇場版:Q』の碇シンジと渚カヲルの連弾シーンを思わせるようなまらしぃと高橋洋子両名による連弾による演出を交えつつ「残酷な天使のテーゼ」が披露された。8月にはチームしゃちほこの舞台「『黒鯱』 〜黒鯱年代記 / 遮二無二の章〜」にて主題歌の作曲を担当し、活躍の場を広げる。9月には自身通算10枚目にして、5年ぶりとなるVocaloid楽曲のピアノインストアルバム「Vocalo Piano」を発表。オリジナル楽曲を含めた10数曲を演奏し、オリコンウィークリーチャート15位を記録した。秋には毎年恒例となった全国コンサートツアーを敢行し、沖縄での後夜祭を含む計13公演全てのチケットがsold outとなった。11月には東方Project音楽イベント「博麗神社うた祭 in 東京」2日目のシークレットゲストとして出演。演目の後半には1日目の出演者であったビートまりおも登場し、共演を果たした。東方Project関連イベントでの演奏はこれが自身初となる。
2018年4月7日放送スタートのテレビドラマ「いつまでも白い羽根」の劇中音楽を担当。テレビドラマの音楽を担当するのは初となる。使用された楽曲4曲は後に配信限定でのアルバム「Iris」として発表された。4月17日にYouTubeのチャンネル登録者数が100万人を突破し、それを記念して急遽配信限定アルバム「marasy piano songs best collection」が5月9日にリリースされる事が決まった。。また、6月9日に日比谷野外音楽堂にて、2016年に続き「まらフェス 2018」が開催される事が発表され、そのイメージ楽曲として新曲『messier』が前述のアルバムに収録された。"messier" という単語には「取り散らかした」という意味があり、様々なジャンルの音楽家と演奏する「まらフェス」の在りようを表現したものか、もしくは「まらフェス」のキャッチコピーが「東京、夜空の下、まらしぃピアノを弾く」であるため、メシエカタログの制作者として知られるフランスの天文学者シャルル・メシエの名前を由来とするのか、或いはその両方であると思われる。10月24日には活動10周年を記念した通算11枚目となるピアノアルバム「marasy piano world Ⅹ」を発表した。このアルバムにはオリジナル楽曲である『Iris』や『messier』の他、「東方Project」より "ピアニストまらしぃ" 誕生のきっかけとなった、彼の原点とも言える楽曲である『ネイティブフェイス』が収録されている。いわゆる同人ではなく、レーベルからリリースされたまらしぃのアルバムに東方Projectの楽曲が収録されたのはこれが初めての事である。また、幼少期のまらしぃがファンであり、「月刊ピアノ」にて会談が実現したフランスのピアニストであるリチャード・クレイダーマンの代表曲『渚のアデリーヌ』も収録された（なお、同時にこのアルバムの楽譜集も出版されている）。
2019年2月1日公開の「映画コラショの海底わくわく大冒険!」にて自身初となる映画主題歌の作曲・演奏を担当する。同年3月には自身初となる中国でのコンサートツアーを行い、4月には通算4枚目となるオリジナル楽曲のみのアルバム『marasy collection 〜marasy original songs best & new〜』を発表。8月には愛知国際展示場の開業記念イベント“AICHI IMPACT! 2019”の書き下ろしテーマ楽曲『村雨』を発表。また、同時にべートーヴェンの『運命』のバンドアレンジを発表。この際、「まらおバンド」の結成が発表される（なお固定メンバーはまらしぃ一人であり、他のメンバーは変化していく形式となる）。前述の『村雨』『運命』ではドラマーの与野裕史との共演となった。12月には自身初となるクラシックアルバム「ちょっとつよいクラシック」を発表し、12月30日付のオリコン週間アルバムランキング「ジャズ・クラシック」ジャンルにて1位を記録した。
2020年2月、東京マラソンに向け制作されたポカリスエットのWebCM「バーチャル東京サプライ少女2020 青く駆けろ！篇」にて新曲「青く駆けろ！」を発表した。5月には大阪城音楽堂にて2度目となる本人主催のフェスである「まらフェス2020」公演が行われる予定であったが、この時期世界中で猛威を振るう新型コロナウイルス感染症（COVID-19）の感染拡大を受け、中止となる。6月には「まらフェス2020」が中止になったことを受け、ニコニコ生放送とYouTubeにおいて「まらフェス2020 ONLINE LIVE」を開催した。9月には通算5枚目となるオリジナル楽曲のみのアルバム「シノノメ」を発表。ピアノソロとして『シノノメ〜solo piano』、さらに前回より7年ぶりとなるvocaloid版の「シノノメ」との2種類となっている（なお、「シノノメ」の1曲目にあたる『十年越しのラストピース』は堀江晶太（kemu）との合作となっているが、これはまらしぃと堀江晶太がかつて交わした「一緒に何かやろうぜ」という約束を10年越しに実現したものである）。
2021年3月、日本武道館にて単独公演『marasy piano live in BUDOKAN』を開催。7月には自身通算15枚目となるピアノアルバム「V.I.P X marasy plays Vocaloid Instrumental on Piano」を発表。第1作目となる「V.I.P marasy plays Vocaloid Instrumental on Piano」から約10年後、当時と同じスタインウェイのグランドピアノにホール、スタッフで製作された。12月には、自身3年ぶりとなる全国ピアノソロ・コンサート・ツアー「marasy piano live tour 2022-2023」をスタート。これに伴い、シングルとして「Nagoya Style Running / 七彩」を発表。

## ディスコグラフィ

### まらおバンドシングル
| 発売日         | タイトル                       | レーベル           |
| -------------- | ------------------------------ | ------------------ |
| 2019年9月4日   | 運命/村雨                      | Subcul-rise Record |
| 2019年12月18日 | めっちゃつよいクシコス・ポスト | Subcul-rise Record |
| 2020年3月25日  | 偃月                           | Subcul-rise Record |
| 2021年1月27日  | 蒼穹                           | Subcul-rise Record |

### 配信限定シングル
| 発売日         | タイトル                                                                 | レーベル                    |
| -------------- | ------------------------------------------------------------------------ | --------------------------- |
| 2011年4月27日  | 夢、時々…ver.けったろ (けったろ&marasy)                                  |                             |
| 2016年1月2日   | 踊ル猫曰ク (maras k feat.初音ミク)                                       | Subcul-rise Record          |
| 2016年9月23日  | 未来ハ廻ル                                                               | Subcul-rise Record          |
| 2016年11月11日 | poppin'jumpin (maras k feat.初音ミク)                                    | Subcul-rise Record          |
| 2018年12月19日 | ホシアカリ                                                               | Subcul-rise Record          |
| 2019年11月27日 | 霧と五線譜 feat.初音ミク                                                 | Subcul-rise Record          |
| 2020年4月22日  | Okini                                                                    | Subcul-rise Record          |
| 2020年6月25日  | シノノメ (maras k feat.初音ミク)                                         | Subcul-rise Record          |
| 2020年7月8日   | tadu                                                                     | Subcul-rise Record          |
| 2020年8月12日  | 青く駆けろ! (feat.初音ミク、MEIKO、ミライアカリ、YuNi、富士葵、星乃一歌) | 日本コロムビア/NIPPONOPHONE |
| 2021年6月16日  | 怪物 (piano cover)                                                       | Subcul-rise Record          |
| 2021年6月23日  | ユメヲカケル! (piano cover)                                              | Subcul-rise Record          |
| 2021年9月7日   | 満開ダイビング                                                           | VirtualCast                 |
| 2021年9月15日  | 魂のルフラン                                                             | Subcul-rise Record          |
| 2021年9月15日  | 残酷な天使のテーゼ                                                       | Subcul-rise Record          |
| 2022年3月30日  | コトノキセキ (feat. 初音ミク & 巡音ルカ)                                 | marasy/CFM                  |
| 2022年4月6日   | Sincerely                                                                | Subcul-rise Record          |
| 2022年4月6日   | 廻廻奇譚                                                                 | Subcul-rise Record          |
| 2022年4月21日  | 88☆彡 (feat. 初音ミク & KAITO) / marasy & kemu                           | marasy / CFM                |
| 2022年8月13日  | 青く駆けろ!                                                              | marasy / CFM                |
| 2022年11月30日 | Nagoya Style Running/七彩                                                | Subcul-rise Record          |
| 2023年2月15日  | cutover (feat. +α/あるふぁきゅん。)                                      | Subcul-rise Record          |
| 2023年4月5日   | 新人類 (feat. 鏡音リン)                                                  | Subcul-rise Record          |
| 2023年4月12日  | KITSUNE Pâtissière (feat. 鏡音リン)                                      | Subcul-rise Record          |
| 2023年4月19日  | 天照ラセ (10th Anniversary ver.) [feat. 鏡音リン]                        | Subcul-rise Record          |
| 2023年4月19日  | アマツキツネ (10th Anniversary ver.) [feat. 鏡音リン]                    | Subcul-rise Record          |
| 2023年8月17日  | やったれ!音合戦 [feat. 初音ミク]                                         |                             |
| 2023年8月25日  | メロウライト (from Raison d'être)                                        | Subcul-rise Record          |
| 2023年11月1日  | KAGUYA                                                                   | Subcul-rise Record          |
| 2023年12月20日 | 地団駄ビート (feat. 初音ミク, 鏡音リン & 巡音ルカ)                       | Subcul-rise Record          |
| 2024年2月17日  | むげんのチケット (まらしぃ × 初音ミク × KAITO)                           | KARENT                      |
| 2024年3月1日   | スマート???                                                              | KARENT                      |

## 出版物など
- 月刊ピアノ：アニソン・アレンジ講座「まらしぃのぴあまら!」
- 小説 アマツキツネ（2015年2月18日）
- ヤマハミュージックメディア：楽譜集 「marasy piano world」（2015年6月21日）
- ヤマハミュージックメディア：楽譜集 「Anison Piano2 〜marasy animation songs cover on piano〜」（2016年9月19日）
- ヤマハミュージックメディア：楽譜集 「PiaNoFace」（2017年9月24日）
- ヤマハミュージックメディア：楽譜集 「Vocalo Piano」（2018年3月17日）
- ヤマハミュージックメディア：楽譜集 「marasy piano world Ⅹ」（2018年10月24日）
- ヤマハミュージックメディア：楽譜集 「marasy collection 〜marasy original songs best & new〜」（2019年6月17日）
- ヤマハミュージックメディア：楽譜集 「ちょっとつよいクラシック ピアノ・ソロ 上級」（2020年2月8日）
- ヤマハミュージックメディア：楽譜集 「シノノメ〜solo piano〜 ピアノ・ソロ 上級」（2020年12月13日）
- ヤマハミュージックメディア：楽譜集「V.I.P X marasy plays Vocaloid Instrumental on Piano」（2021年11月30日）
- ヤマハミュージックメディア：楽譜集「Piano monkeys」（2025年1月18日）

## 参加曲
| 発売日         | タイトル                                                 | 収録曲                                               | 備考                                                                             |
| -------------- | -------------------------------------------------------- | ---------------------------------------------------- | -------------------------------------------------------------------------------- |
| 2012年7月25日  | H ZETT M×紅い流星×marasy『3D-PIANO ANIME Theater!』      | 全10曲                                               |                                                                                  |
| 2012年9月26日  | 『BabyPod VocaloidP×歌い手 collaboration collection』    | 初恋の絵本-another story- (まらしぃ REMIX)           |                                                                                  |
| 2013年6月12日  | H ZETT M×紅い流星×marasy『4D-PIANO ANIME Theater!』      | 全11曲                                               |                                                                                  |
| 2013年7月24日  | Gero『one』                                              | soundless voice feat.まらしぃ                        |                                                                                  |
| 2014年7月2日   | Gero『SECOND』                                           | 敗北の少年 FEAT.まらしぃ                             |                                                                                  |
| 2015年5月27日  | 藤田麻衣子『おぼろ月』                                   | おぼろ月 (with まらしぃ Studio Live Ver.)            |                                                                                  |
| 2014年10月22日 | 嵐『THE DIGITALIAN』                                     | メリークリスマス（二宮和也）                         |                                                                                  |
| 2016年5月25日  | EGOIST『KABANERI OF THE IRON FORTRESS』                  | KABANERI OF THE IRON FORTRESS（まらしぃ Piano ver.） |                                                                                  |
| 2017年3月22日  | 高橋洋子『YOKO SINGS FOREVER』                           | 残酷な天使のテーゼ 2017VERSION                       | デビュー25周年記念ベストアルバム                                                 |
| 2017年7月26日  | コンピレーション・アルバム『FUSION 〜East meets West〜』 | Lupin the 3rd                                        | 尺八奏者小湊昭尚がプロデューサーを務める和楽器と洋楽の融合をテーマとしたアルバム |
| 2018年2月14日  | クレモンティーヌ『Cafe de Pop from Tokyo Paris』         | Tokyo Paris Walk                                     | ピアニスト兼作曲家として参加                                                     |
| 2019年7月24日  | Ikuo『Easy come,easy core!!』                            | Make you free (Instrumental) feat.まらしぃ           |                                                                                  |
| 2020年1月15日  | かいりきベア『ベノマ』                                   | アルカリレットウセイ (まらしぃ Remix)                |                                                                                  |
| 2021年12月29日 | 10周年記念アルバム ALL THAT 千本桜!!!                    | 「千本桜」ver. まらしぃ(from album「VocaloPiano」)   |                                                                                  |
| 2022年4月12日  | reche「桜流し feat.marasy」                              | 桜流し                                               | 宇多田ヒカルの曲のカバー                                                         |

## オリジナル楽曲
- 夢、時々…(2010年)
- 片思いコメット(2011年)
- 月景色(2011年)
- アマツキツネ(2012年)
- pianissimo(2012年)
- cat’s dance(2012年)
- 空想少女への恋手紙(2012年)
- black box(2012年)
- My Life, My Adventure(2013年)
- 弧ギツネの乱(2013年)
- カラフル88(2013年)
- ハルガスミ(2013年)
- 天照ラセ(2013年)
- 橙交差点(2013年)
- 茜色メモライズ(2013年)
- ここは夢の途中でして(2013年)
- うらめし太郎(2014年)
- 踊ル猫曰ク(2014年)
- 未来デリバリー(2014年)
- Sogna(2014年)
- blue piano(2014年)
- 琴線(2014年)
- わたしの卒業(2014年)
- 愚者のロンド(2014年)
- 金剛(2014年)
- わたしのマーガレット(2014年)
- 風ハ旅スル(2014年)
- Anemone(2015年)
- chocolat swing(2015年)
- Play time!!(2015年)
- Piano Ninja(2015年)
- 楓神(2015年)
- watermelon refrain(2015年)
- Linaria(2015年)
- Hera(2015年)
- 猫ハ風ニ憧レル(2015年)
- 舞舞(2015年)
- 榛名(2015年)
- アンラッキーガールちゃんの日録(2015年)
- AndrØmeda(2015年)
- Fine(2015年)
- Forever shootingstar☆ミ(2016年)
- トライアングルどら息子(2016年)
- Give Me chocolate!!!(2016年)
- ラーメン†デュエル(2016年)
- sakuramochi battle(2017年)
- ざざぶり大作戦(2017年)
- poppin’ jumpin’(2017年)
- PiaNoFace(2017年)
- stella=steLLa(2017年)
- daydream refrain(2017年)
- Jeanne(2017年)
- 春風(2017年)
- KARIN(2017年)
- sakura wishes(2017年)
- 未来ハ廻ル(2017年)
- 夢ハ夢ノママデ(2017年)
- I have a dream(2017年)
- bamboo flutter(2017年)
- Re(2017年)
- 相対人生(2017年)
- meteorite(2017年)
- 黒ノ夜明ケ(2017年)
- Tokyo Paris Walk(2018年)
- Messier(2018年)
- 2 Player(2018年)
- T.o.k.y.o(2018年)
- Dione(2018年)
- Iris(2018年)
- Apricot memory(2018年)
- On a Cliff(2018年)
- Snooze(2018年)
- LovePiano(2018年)
- Chelly spLash♪♪(2019年)
- cat’s magic☆(2019年)
- ひかりのやくそく(2019年)
- ホシアカリ(2019年)
- Mille(2019年)
- 風来(2019年)
- Moonstone(2019年)
- 村雨(2019年)
- 霖と五線譜(2019年)
- 偃月(2020年)
- 青く駆けろ！(2020年)
- Okini(2020年)
- tadu(2020年)
- シノノメ(2020年)
- 僕のために泣いてくれ(2020年)
- 十年越しのラストピース(堀江晶太との合作)(2020年)
- 崖っぷちオーマイガール(2020年)
- とある霖雨(粗品 (お笑い芸人)との合作)(2020年)
- 夢色七色(2020年)
- 彼は誰時(2020年)
- 蒼穹(2021年)
- 満開ダイビング(2021年)
- 結晶(2021年)
- 六色(2021年)
- コトノキセキ(2022年)
- 88☆彡(堀江晶太との合作)(2022年)
- 回せツインテール(kors kとの合作)(2022年)
- saru vs H ZETT M(2022年)
- GREEN TEA JUNGLE(2022年)
- Nagoya Style Running(2022年)
- 七彩(2022年)
- KITSUNE pâtissière(2023年)
- cutover(2023年)
- 新人類(じん、堀江晶太との合作/ボカコレ2023春TOP100参加楽曲ランキング1位)(2023年)
- やったれ！音合戦(2023年)
- KAGUYA(2023年)
- メロウライト(2023年)
- 地団駄ビート(2023年)
- Snowmix♪(2023年)SNOW MIKU2023テーマ曲
- むげんのチケット(2024年)
- スマート??(2024年)
- ミルコメダ(2024年)
- 口約束(2024年)
- Flyday(2024年)
- &Piano(2024年)
- LovePiano Blossom(2024年)
- ホームタウン(2024年)
- 日曜賛歌(2024年)

計121曲

## テレビ出演、演奏、楽曲提供等

### テレビ番組
- 2013年 ZIP!に「4D-PIANO ANIME Theater!」として出演。
- 2015年 スーパーニュースに出演。

### テレビCM
- 2013年 トヨタ自動車「アクア」BGM「千本桜」「チョコレイト・ディスコ」の演奏を担当。
- 2014年 トヨタ自動車「アクア」BGM「プレリュード」(ファイナルファンタジーシリーズ) の演奏を担当。
- 2014年 9月15日「アジア大会2014 女子サッカー日本代表 開幕戦」のハーフタイムにて、120秒バージョンのCMが一夜限りオンエアされた。
- 2016年 ソフトバンクのウェブCM「FITでんきプラン」書き下ろし楽曲「未来ハ廻ル」の作曲及び演奏を担当。
- 2016年 富士通エフサス「富士通エフサスの思い」にて書き下ろし楽曲「sakura wishes」の作曲及び演奏を担当。
- 2016年 ノーリツ「この曲なんだっけ」BGM「人形の夢と目覚め」の演奏を担当。なお、後ろ姿で出演もしている。
- 2017年 ファミリーマート「ファミチキ　ギネス世界記録達成TM記念篇」BGM「大盛況」の演奏を担当。なお、前述のCM放送以前からサマーフェスタでの「ファミチキ先輩フェス2017」にてピアノを弾いていたのはまらしぃではないかとの憶測が流れていたものの、本人が当フェスに対しての言及をしなかったため真偽は不明。

ちなみに、公式でのファミチキ先輩の特技はピアノ、趣味はフィギュア集めである。
- 2020年 FUNAIの4K有機ELテレビのテレビCMにて書き下ろし楽曲「tadu」の作曲及び演奏を担当。楽曲名は歌語である「たづ」、すなわち鶴を意味する。

### テレビドラマ
- いつまでも白い羽根（2018年）

### ラジオ番組
- クリエイターズ（金曜パーソナリティ・東海ラジオ、2019年10月 - ）

### 楽曲提供
- 「片思いコメット」(2011年)
  - 宇宙をテーマに制作されたボーカロイドクリエイターによるコンピレーションアルバム「universe」に収録された楽曲。このアルバム中唯一のピアノ楽曲。
- 「My Life, My Adventure」(2013年)
  - 早稲田塾とのコラボレーションPVテーマ楽曲。
- 「うらめし太郎」(2014年)
  - ラジオ番組「魁！ミュージック」エンディングテーマ。
- 「わたしのマーガレット」(2014年)
  - 集英社主催マーガレット・別冊マーガレット創刊50周年記念大規模展覧会「わたしのマーガレット　〜マーガレット・別冊マーガレット 少女まんがの半世紀〜」での映像作品『100のキス・・・Love & Kiss Forever』テーマ楽曲。
- 「風ハ旅スル」(2014年)
  - アプリゲーム「風パズル 黒猫と白猫の夢見た世界」 テーマ楽曲。
- 「Linaria」(2015年)
  - YURiCa/花たん4thアルバム「Flower Rail」書き下ろし楽曲。作詞作曲を担当。
- 「猫ハ風ニ憧レル」(2015年)
  - 「風パズルcolorful 黒猫と白猫の幻想曲」テーマ楽曲。
- 「未来ハ廻ル」(2016年)
  - ソフトバンクでんきウェブCMテーマ楽曲。
- 「春風」(2016年)
  - ソフトバンクでんきウェブCMメイキング映像のBGM。

この時点では曲名は不明であったが、翌年リリースのアルバムにて明らかになった。
- 「poppin’ jumpin’」(2016年)
  - YURiCa/花たん5thアルバム「ERiCa」書き下ろし楽曲。作詞作曲を担当。
- 「sakura wishes」(2017年)
  - 富士通エフサステレビCMテーマ楽曲。
- 「夢ハ夢ノママデ」(2017年)
  - BEMANIシリーズ「ノスタルジア」収録楽曲。
- 「黒ノ夜明ケ」(2017年)
  - チームしゃちほこの舞台「『黒鯱』 〜黒鯱年代記 / 遮二無二の章〜」主題歌。作詞作曲を担当。
- 「Cyan」(2017年)
  - アプリゲーム「苍蓝境界」テーマ楽曲。作詞作曲を担当。
- 「Departure」「Walking Through The Towers」(2017年)
  - アプリゲーム「パズル&ドラゴンズ」 ミオン降臨ダンジョンのBGMの演奏を担当。
- 「Tokyo Paris Walk」(2018年)
  - クレモンティーヌのアルバム「Cafe de Pop from Tokyo Paris」収録。作曲とピアノを担当。
- 「ホシアカリ」(2018年)
  - フジテレビ系音楽情報番組「Tune」メインテーマ。作曲とピアノを担当。
- 「Chelly spLash♪♪」
  - SEGAの音楽ゲーム「オンゲキ」収録曲。作曲とピアノを担当。
- 「ひかりのやくそく」(2019年)
  - 『映画コラショの海底わくわく大冒険！』主題歌。作曲とピアノを担当。
- 「Moonstone」
  - コナミアミューズメントの音楽ゲーム「ノスタルジア」収録曲。作曲を担当。
- 「村雨」(2019年)
  - “AICHI IMPACT! 2019”書き下ろしテーマ楽曲。作曲とピアノを担当。
- 「青く駆けろ！」(2020年)
  - 大塚製薬の「ポカリスエット」WEBムービー書き下ろしテーマ楽曲。作詞作曲とピアノを担当。
- 「tadu」(2020年)
  - FUNAI 4K有機ELテレビのテレビCM
- 「青く駆けろ！」(2021年)
  - 自身のオリジナル楽曲「青く駆けろ！」をプロジェクトセカイとヤマハのコラボ企画に提供（→プロジェクトセカイのメディア展開#外部コンテンツ）。
- 「満開ダイビング」(2021年)
  - “MIKU LAND 2021 SUMMER VACATION“書き下ろしテーマ楽曲。作詞作曲を担当。
- 「結晶」(2021年)
  - “メゾン ハンダース“書き下ろし主題歌。作詞作曲を担当。
- 「六色」(2021年)
  - “メゾン ハンダース“書き下ろし主題歌。作詞作曲を担当。
- 「88☆彡」(2022年)
  - 音楽ゲーム『プロジェクトセカイ カラフルステージ! feat. 初音ミク』書き下ろし楽曲。堀江晶太との合作であり、作詞をまらしぃ、編曲を堀江晶太、作曲を両名が担当。
- 「Re:Unknown X」
  - ゲーム「東方ダンマクカグラ」の最後の追加楽曲として提供された書き下ろし楽曲。原曲は東方非想天則　〜超弩級ギニョルの謎を追えより「アンノウンX　〜Unfound Adventure」。
- 「cutover」
  - 株式会社テラスカイテレビCMテーマ楽曲。作詞作曲とピアノを担当。
- 「地団駄ビート」[14]
  - “歌ってみた Collection ～2023 Spring～”まらしぃ部門優勝者への書き下ろし楽曲。作詞作曲とピアノを担当。
- 「踊るスカイハート」[15]
  - いれいすのメジャー2ndアルバム“IRREGULAR BULLET”に提供した楽曲。作詞作曲を担当。
- 「むげんのチケット」[16]
  - “ポケモン feat. 初音ミク Project VOLTAGE 18 Types/Songs”への書き下ろし楽曲。作詞作曲とピアノを担当。
- 「ホームタウン」[17]
  - 東海テレビ『おぎやはぎテラス』への書き下ろし楽曲。作曲とピアノを担当。
- 「ミルコメダ」[18]
  - 『初音ミク 夜空プログラム 2024』の書き下ろしテーマソング。作詞作曲とピアノを担当。
- 「追憶のダイヤモンド」[19]
  - 新世代歌い手グループ・いれいすへの書き下ろし楽曲。作詞作曲とピアノを担当。
- 「& Piano」[20]
  - 東山動植物園のテーマ楽曲を提供。作曲とピアノを担当。
- 「& Piano again」[20]
  - 東山動植物園の閉園時の楽曲を提供。作曲とピアノを担当。
- 「LovePiano Blossom」[21]
  - YAMAHA『LovePiano® Tracks』の書き下ろしテーマソング。作曲とピアノを担当。

### BGM利用
- 「チョコレイト・ディスコ」
  - 2015年2月11日 テレビ朝日系列マツコ&有吉の怒り新党のコーナーでBGMとして使用。
- 「I have a dream」他
  - 2018年よりフジテレビ系列全国ネット「座・中村屋」〜酒と笑いと涙の宴〜にて使用。表題の楽曲はオープニングテーマとして使用される他、番組内全編に渡りまらしぃのオリジナル楽曲が使用される。
- ｢poppin' jumpin'｣
  - 2018年4月9日からおよそ3日間、日本テレビ系列ZIP!にてBGMとして使用。

## 主なライブ

### 出演イベント

#### 2012年
- 8月18日 - おさむらいさん2012夏行脚「一騎当千」名古屋公演

#### 2015年
- 5月03日 - VIVA LA ROCK 2015

#### 2016年
- 7月16日 - JOIN ALIVE 2016

#### 2017年
- 9月2日 - マジカルミライ 5th Anniversary Special Live
- 11月23日〜12月17日 - ろじえもMTG〜logical emotion Live Tour 2017〜

#### 2018年
- 2月23日〜2月26日 - クレモンティーヌ with special guest まらしぃ
- 7月21日 - 境港妖怪ジャズフェスティバル2018

#### 2019年
- 9月28日 - 中津川 THE SOLAR BUDOKAN 2019

#### 2021年
- 2月9日 - ROOMIC FESTIVAL
- 11月21日 - 千本桜10th Anniversary Festival 大胆不敵なハイカラ革命!

#### 2022年
- 9月25日 - 東京都海の森倶楽部会員事業 TOKYO ISLAND 2022

#### 2023年
- 2月4日 - SNOW MIKU 2023「まらしぃ ピアノステージ」
- 5月28日 - YOKO TAKAHASHI EVANGELION ultimate Live「月十夜」

#### 2025年
- 7月18日 - HYPER JAPAN Festival 2025
- 7月28日 - FUJI ROCK FESTIVAL '25

### 出演予定イベント

#### 2025年
- 8月22日～9月5日 - LOGICAL EMOTION ONEMANLIVE STAYING ALIVE 14th[23]